# Pelota de viento

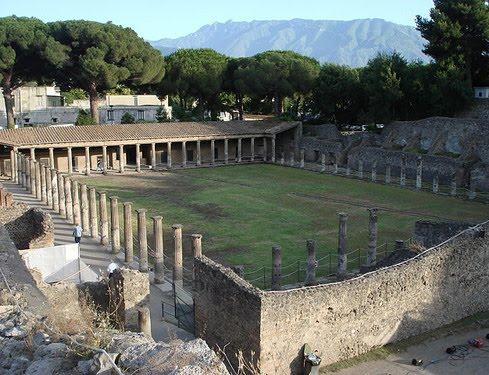
Gimnasio de la Antigua Grecia

Una pelota de viento, en épocas antiguas (siglos XV y XVI en España e Italia), era una pelota vacía e hinchada con aire a presión que podía botar y rebotar al impactar con cierta velocidad contra un cuerpo sólido. El uso típico de las pelotas de viento fue para jugar a los diferentes juegos de pelota. El nombre pelota de viento se empleaba en épocas antiguas (siglos XV y XVI).
Actualmente, aunque muchas de las pelotas actuales están hinchadas con aire la denominación moderna se simplifica en pelota, prescindiendo del sistema adoptado para su fabricación.

## Historia

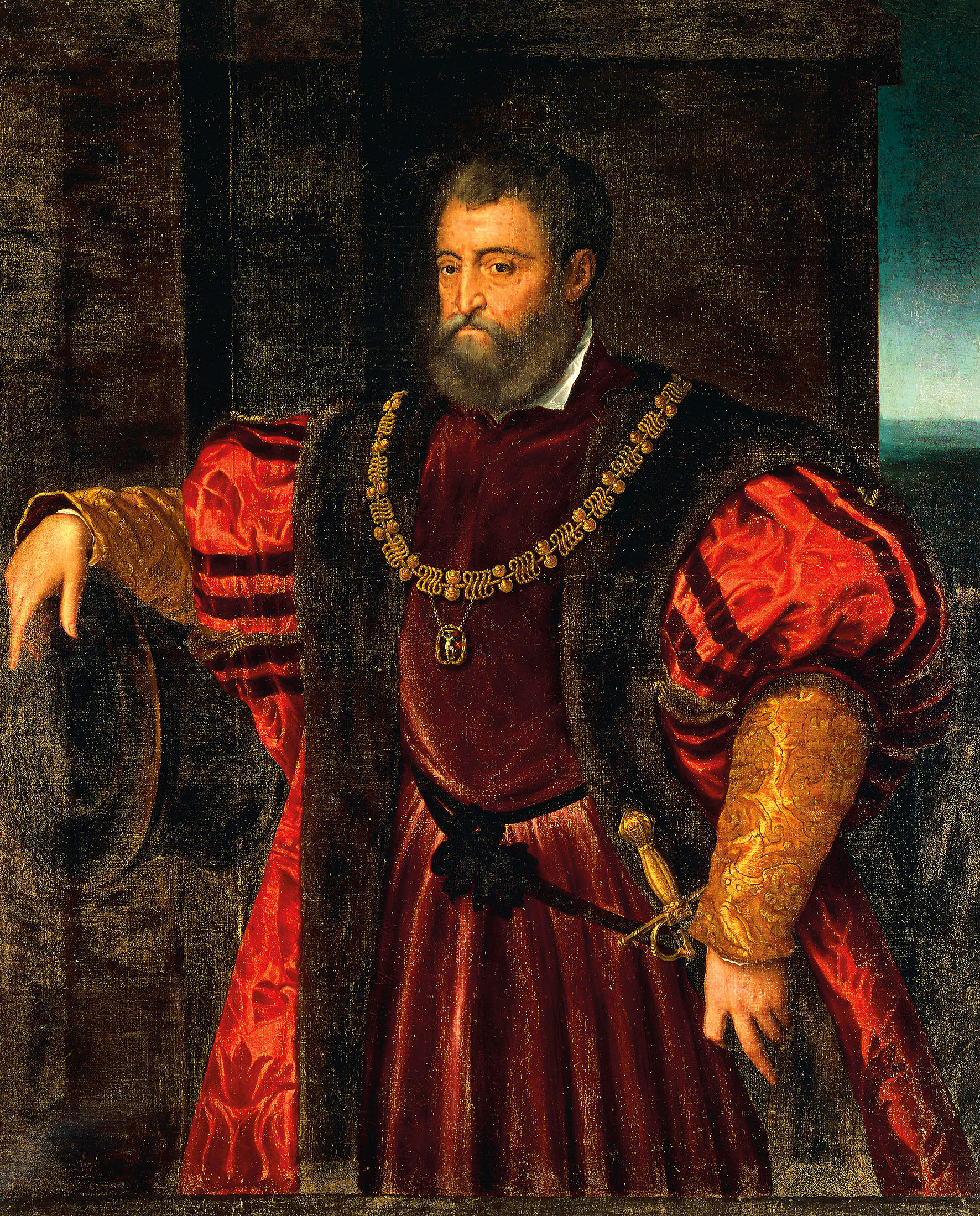
Retrato de Alfonso de Este atribuido a Bastianino. Antonio Scaino le dedicó su obra sobre el juego de pelota.

Hay estudios que tratan este tema con cierta profundidad, citando numerosos documentos de autores famosos (Alfonso X de Castilla - que prohibió el juego de pelota, con pena de prisión, Erasmo de Róterdam, Rabelais, Calderón de la Barca, Baltasar de Castiglione, Scaino,...).
Los griegos clásicos jugaban a pelota pero no está documentado que usaran pelotas de viento a pesar de que parece probable.
En época del imperio romano  había pelotas de viento. Las más grandes se denominaban “follis” y las más pequeñas “follicis”, con Suetonio llamándola explícitamente "pelota de viento". La cámara de aire se hacía de vejigas de animales. Muy a menudo de la vejiga urinaria del cerdo.
Mencionando el juego de pelota mesoamericano (concretamente el mexicano) los cronistas comparaban las pelotas indígenas macizas de caucho con las de ciertas partes de la península ibérica llenas de aire.
Uno de los testimonios más importantes, en cuanto a los detalles, es el de Juan Luis Vives (1493-1540). Vives escribió una comparación entre el jeu de paume (jugado con pelotas duras y raquetas con encordado de tripa) y nuestro juego de pelota (parecido al de la pelota valenciana actual y jugado con "pelotas de viento". golpeadas con la palma de la mano).
En este relato, Juan Luis Vives habla del jeu de paume comparando las cuerdas de las raquetas parisinas de aquel juego con los bordones de tripa de la sexta cuerda de la guitarra. Las exigencias de una raqueta de tenis en cuanto al encordado determina que las cuerdas de tripa de animal sean muy adecuadas para este uso.
Según un libro de 1840, en Barcelona  había un local para "juegos de pelota". No queda claro qué tipo de juego o juegos se  jugaban.
La llegada del caucho y el descubrimiento de polímeros sintéticos de propiedades similares permitieron una mejora en las prestaciones de las pelotas de muchos juegos y deportes.

### Antonio Scaino y su obra sobre el juego de la pelota de viento.
A instancias de Alfonso I de Este, Antonio Scaino da Salo (cura, teólogo y literato) escribió una obra muy notable sobre el juego de pelota. 
Con referencia a las pelotas de viento, describió con detalle la forma de la vejiga y del tubo de hinchado y un tipo de válvula antirretorno (o de retención) a base de estopa, que permitía hinchar la pelota con un fuelle adecuado muy parecido a los actuales. También mencionaba la costumbre de añadir un poco de vino en el interior de la cámara para que las pelotas mantuvieran más tiempo sus cualidades (especialmente su elasticidad) .
El sistema de "válvula antirretorno" en la vejiga urinaria comparado con el de las pelotas de viento fue descrito por Juan Valverde de Amusco y fray Luis de Granada.

## Fabricación
El elemento básico de las pelotas de viento era la vejiga de un animal, a menudo la vejiga urinaria del cerdo. Su superficie externa se revestía con cuero y una vez recubierta la vejiga, se llenaba con aire a presión hinchándola con un fuelle.